# Grand Prix-wegrace van Oostenrijk 1971
De Grand Prix-wegrace van Oostenrijk 1971 was openingsrace van wereldkampioenschap wegrace in het seizoen 1971. De race werd verreden op 6 mei 1971 op de Salzburgring nabij Salzburg. Het was de eerste Oostenrijkse Grand Prix die meetelde voor het wereldkampioenschap. Alle klassen kwamen aan de start. 

## 500cc-klasse
Tijdens de openingswedstrijd op de Salzburgring verbaasde Theo Louwes vriend en vijand door met zijn "Fanclub Theo Louwes" Kawasaki H 1 R vier ronden lang op de derde plaats te rijden. Daarna viel hij door een lekke band. Van de 26 gestarte rijders finishten er maar 7. Zoals verwacht won Giacomo Agostini, Keith Turner (Suzuki T 500) werd tweede en Eric Offenstadt (SMAC-Kawasaki H 1 R) werd derde.

### Uitslag 500cc-klasse
| Pos | Coureur          | Merk          | Tijd         | Punten |
| --- | ---------------- | ------------- | ------------ | ------ |
| 1   | Giacomo Agostini | MV Agusta     | 1h 06' 19" 9 | 15     |
| 2   | Keith Turner     | Suzuki        | + 1 ronde    | 12     |
| 3   | Eric Offenstadt  | SMAC-Kawasaki | + 1 ronde    | 10     |
| 4   | Jack Findlay     | Suzuki        | + 2 ronden   | 8      |
| 5   | Lothar John      | Yamaha        | + 2 ronden   | 6      |
| 6   | Billie Nelson    | Paton         | + 3 ronden   | 5      |
| 7   | Alberto Pagani   | Linto         | + 9 ronden   | 4      |

### Niet gefinished
| Coureur              | Merk      | Oorzaak    |
| -------------------- | --------- | ---------- |
| Roberto Gallina      | Paton     |            |
| Silvano Bertarelli   | Kawasaki  |            |
| John Dodds           | König     |            |
| Alois Maxwald        | Linto     |            |
| Max Wiener           | Aermacchi |            |
| Christian Ravel      | Kawasaki  |            |
| Hannu Kuparinen      | Suzuki    |            |
| Werner Bergold       | Kawasaki  |            |
| Theo Louwes          | Kawasaki  | lekke band |
| Maurice Hawthorne    | Kawasaki  |            |
| Kurt-Ivan Carlsson   | Yamaha    |            |
| Walfried Weingartner | Matchless |            |
| Gianpiero Zubani     | Kawasaki  |            |
| Ginger Molloy        | Kawasaki  |            |
| Gyula Marsovszky     | Linto     |            |
| Ernst Hiller         | Kawasaki  |            |
| Karl Auer            | Matchless |            |
| Hans Braumandl       | Matchless |            |

### Top tien tussenstand 500cc-klasse
Conform wedstrijduitslag

## 350cc-klasse
Nog steeds was Giacomo Agostini met zijn MV Agusta 350 3C niet te verslaan, tenminste niet door zijn tegenstanders. In 1971 kreeg hij voor het eerst problemen met de normaal zo betrouwbare MV Agusta: hij viel drie keer uit door technische problemen. Zijn wereldtitel kwam daardoor niet in het gedrang.
In de eerste Grand Prix liet hij meteen zien dat hij met zijn MV Agusta nog steeds niet te kloppen was. Werner Pfirter (Yamaha TR 2 B) werd tweede en Steve Ellis (Yamaha TR 2 B) werd derde.

### Uitslag 350cc-klasse
| Pos | Coureur            | Merk      | Tijd        | Punten |
| --- | ------------------ | --------- | ----------- | ------ |
| 1   | Giacomo Agostini   | MV Agusta | 52' 00" 36  | 15     |
| 2   | Werner Pfirter     | Yamaha    | + 1' 21" 44 | 12     |
| 3   | Steve Ellis        | Yamaha    | + 1' 27" 83 | 10     |
| 4   | Kurt-Ivan Carlsson | Yamaha    | + 1 ronde   | 8      |
| 5   | Bo Granath         | Yamaha    | + 1 ronde   | 6      |
| 6   | Jarno Saarinen     | Yamaha    | + 1 ronde   | 5      |
| 7   | Jerry Lancaster    | Yamsel    | + 1 ronde   | 4      |
| 8   | Billie Nelson      | Yamaha    | + 1 ronde   | 3      |
| 9   | Maurice Hawthorne  | Yamaha    | + 1 ronde   | 2      |
| 10  | Ernst Fagerer      | Yamaha    | + 2 ronden  | 1      |
| 11  | Bohumil Staša      | ČZ        | + 3 ronden  |        |

### Top tien tussenstand 350cc-klasse
Conform wedstrijduitslag

## 250cc-klasse
MZ had nog een klein 250 cc fabrieksteam met Günter Bartusch als rijder, maar niets kon opboksen tegen de Yamaha TD 2 B productieracers. 
In Oostenrijk gingen de MZ's best snel. Silvio Grassetti ging vanaf de tweede ronde aan de leiding en won de race, maar zijn merkgenoot Bartusch kon de tweede plaats pakken door tot vijf keer toe het ronderecord te verbeteren. Rodney Gould (Yamaha) viel in de vijfde ronde uit, maar de Zwitser Gyula Marsovszky reed zijn Yamaha naar de derde plaats.

### Uitslag 250cc-klasse
| Pos | Coureur          | Merk   | Tijd        | Punten |
| --- | ---------------- | ------ | ----------- | ------ |
| 1   | Silvio Grassetti | MZ     | 45' 28"     | 15     |
| 2   | Günter Bartusch  | MZ     | + 7" 41     | 12     |
| 3   | Gyula Marsovszky | Yamaha | + 55" 92    | 10     |
| 4   | Kent Andersson   | Yamaha | + 1' 13" 7  | 8      |
| 5   | János Drapál     | Yamaha | + 1' 22" 85 | 6      |
| 6   | Bo Granath       | Yamaha | + 1' 32" 22 | 5      |
| 7   | Guido Mandracci  | Yamaha | + 1 ronde   | 4      |
| 8   | Jarno Saarinen   | Yamaha |             | 3      |
| 9   | Jerry Lancaster  | Yamsel |             | 2      |
| 10  | Steve Ellis      | Yamaha |             | 1      |
| DNF | Rodney Gould     | Yamaha |             |        |

### Top tien tussenstand 250cc-klasse
Conform wedstrijduitslag

## 125cc-klasse
In Oostenrijk leidde Dieter Braun (Suzuki) de 125cc-race en hij reed zelfs de snelste ronde, maar hij werd in de laatste ronde gehinderd door een achterblijver waardoor hij gepasseerd werd door Ángel Nieto (Derbi), Gilberto Parlotti (Morbidelli) en debutant Barry Sheene (Suzuki), die in deze volgorde finishten. 

### Uitslag 125cc-klasse
| Pos | Coureur           | Merk       | Tijd        | Punten |
| --- | ----------------- | ---------- | ----------- | ------ |
| 1   | Ángel Nieto       | Derbi      | 40' 30" 79  | 15     |
| 2   | Gilberto Parlotti | Morbidelli | + 0" 16     | 12     |
| 3   | Barry Sheene      | Suzuki     | + 0" 35     | 10     |
| 4   | Dieter Braun      | Suzuki     | + 3" 18     | 8      |
| 5   | Gert Bender       | Maico      | + 1' 27" 71 | 6      |
| 6   | Cees van Dongen   | Yamaha     | + 1 ronde   | 5      |
| 7   | Thomas Heuschkel  | MZ         | + 1 ronde   | 4      |
| 8   | Luigi Rinaudo     | Aermacchi  | + 1 ronde   | 3      |
| 9   | Friedhelm Kohlar  | MZ         | + 1 ronde   | 2      |
| 10  | Bernd Köhler      | MZ         | + 1 ronde   | 1      |
| 11  | Aalt Toersen      | Maico      | + 2 ronden  |        |
| 12  | Otello Buscherini | Moto Villa |             |        |

### Top tien tussenstand 125cc-klasse
Conform wedstrijduitslag

## 50 cc-klasse
In de eerste Grand Prix was de Van Veen-Kreidler snel. Jos Schurgers viel uit met motorpech, maar Jan de Vries won met ruim een minuut voorsprong op Ángel Nieto (Derbi) en Rudolf Kunz (Kreidler).

### Uitslag 50cc-klasse
| Pos | Coureur                 | Merk              | Tijd        | Punten |
| --- | ----------------------- | ----------------- | ----------- | ------ |
| 1   | Jan de Vries            | Van Veen-Kreidler | 27' 11" 37  | 15     |
| 2   | Ángel Nieto             | Derbi             | + 1' 08" 01 | 12     |
| 3   | Rudolf Kunz             | Kreidler          | + 1' 09" 04 | 10     |
| 4   | Federico van der Hoeven | Derbi             | + 1' 19" 23 | 8      |
| 5   | Aalt Toersen            | Jamathi           | + 1 ronde   | 6      |
| 6   | Juan Parés March        | Derbi             | + 1 ronde   | 5      |
| 7   | Manfred Kugler          | Kreidler          | + 1 ronde   | 4      |
| 8   | Hans-Jürgen Hummel      | Kreidler          | + 1 ronde   | 3      |
| 9   | Harald Bartol           | Kreidler          | + 1 ronde   | 2      |
| 10  | Ulrich Graf             | Kreidler          | + 2 ronden  | 1      |
| 11  | J. Kullmer              | Reimo             |             |        |

### Niet gefinished
| Coureur       | Merk              | Oorzaak |
| ------------- | ----------------- | ------- |
| Jos Schurgers | Van Veen-Kreidler | motor   |

### Top tien tussenstand 50cc-klasse
Conform wedstrijduitslag

## Zijspanklasse
Nu Klaus Enders gestopt was om te gaan autoracen, was zijn BMW overgenomen door Richard Wegener. Hoewel de BMW's nog steeds erg sterk waren, werden ze intussen bedreigd door de opkomst van de tweetaktmotoren én de Münch-URS waarmee Helmut Fath al eens wereldkampioen was geworden.
Op de Salzburgring viel het duo Siegfried Schauzu/Wolfgang Kalauch al snel uit door carburatieproblemen. Arsenius Butscher/Josef Huber wonnen met 19 seconden voorsprong op Georg Auerbacher/Hermann Hahn. Richard Wegener en Adi Heinrichs werden derde. 

### Uitslag zijspanklasse
| Pos | Coureur              | Bakkenist       | Merk      | Tijd        | Punten |
| --- | -------------------- | --------------- | --------- | ----------- | ------ |
| 1   | Arsenius Butscher    | Josef Huber     | BMW       | 40' 55"     | 15     |
| 2   | Georg Auerbacher     | Hermann Hahn    | BMW       | + 19" 22    | 12     |
| 3   | Richard Wegener      | Adi Heinrichs   | BMW       | + 1' 00" 44 | 10     |
| 4   | Jean-Claude Castella | Albert Castella | BMW       | + 1' 12"    | 8      |
| 5   | Horst Owesle         | Julius Kremer   | Münch-URS | + 1' 12" 33 | 6      |
| 6   | Wolfgang Klenk       | Roland Veil     | BMW       | + 1 ronde   | 5      |
| 7   | Hanspeter Hubacher   | John Blum       | BMW       | + 1 ronde   | 4      |
| 8   | Hermann Binding      | Helmut Fleck    | BMW       | + 1 ronde   | 3      |
| 9   | Hermann Schmid       | André Mayenzet  | BMW       | + 1 ronde   | 2      |
| 10  | Siegfried Maier      | Harald Mathews  | BMW       | + 2 ronden  | 1      |

### Niet gefinished
| Coureur | Bakkenist         | Merk             | Oorzaak |            |
| ------- | ----------------- | ---------------- | ------- | ---------- |
| DNF     | Siegfried Schauzu | Wolfgang Kalauch | BMW     | carburatie |

1927 · 1928 · 1929 · 1930 · 1947 · 1948 · 1950 · 1951 · 1952 · 1953 · 1954 · 1955 · 1956 · 1957 · 1958 · 1959 · 1960 · 1961 · 1962 · 1963 · 1964 · 1965 · 1966 · 1967 · 1968 · 1969 · 1970 · 1971 · 1972 · 1973 · 1974 · 1975 · 1976 · 1977 · 1978 · 1979 · 1981 · 1982 · 1983 · 1984 · 1985 · 1986 · 1987 · 1988 · 1989 · 1990 · 1991 · 1993 · 1994 · 1996 · 1997 · 2016 · 2017 · 2018 · 2019 · 2020 · 2021 · 2022 · 2023 · 2024 · 2025 · 2026